# Partido Obrero (Argentina)
El Partido Obrero (PO) es un partido político argentino de orientación trotskista. Actualmente, es uno de los partidos que conforman el Frente de Izquierda y de los Trabajadores-Unidad junto con el Partido de los Trabajadores Socialistas, Izquierda Socialista y el Movimiento Socialista de los Trabajadores. La tendencia surgida tras la crisis de 2019 obtuvo la legalidad electoral bajo la denominación Política Obrera.

## Organización

### Financiamiento
El Partido está íntegramente financiado por el aporte de sus militantes y simpatizantes. Por su carácter clasista no recibe dinero de ninguna organización -privada o pública- que condicione su accionar político. Cada militante debe aportar a la organización, como una de las condiciones para ser militante pleno, el 5 por ciento de sus ingresos, en el caso de los militantes que accedan a cargos electivos deben descontar de su sueldo el equivalente a una canasta básica mientras que el resto es destinado a sostener el financiamiento partidario.

### Agrupaciones
El Partido Obrero está compuesto por militantes de todo el país y organiza diversas agrupaciones para los trabajadores ocupados y desocupados (Polo Obrero, y distintas agrupaciones sindicales) como en docentes (Tribuna Docente) y la juventud (Unión de Juventudes por el Socialismo). Además, cuenta con un núcleo de profesionales (Asociación de Profesionales en Lucha, Apel), de cineastas (Ojo Obrero), de artistas y militantes de la cultura (Frente de Artistas), de mujeres trabajadoras (Plenario de Trabajadoras) y del colectivo LGBTI (Agrupación 1969).

### Publicaciones
La principal publicación del PO es Prensa Obrera, órgano central del Partido de aparición semanal y una tirada de 15.000 ejemplares. Este órgano tiene la función de ser el principal difusor de sus ideas y análisis. En diciembre de 2007 llegó a la edición número 1000. 
Cuenta, además, con algunas ediciones de aparición irregular: la revista de discusión teórica En defensa del Marxismo y la publicación internacional El obrero internacional como así también numerosos boletines, panfletos y manifiestos ante hechos que merecen una publicidad especial.[cita requerida]

### Sindicalismo
El Partido Obrero dirige la Asociación Gremial Docente, el principal sindicato docente de la Universidad de Buenos Aires. También forma parte de la dirección de Sitraic, un gremio combativo enfrentado a la dirección de la Uocra. También dirige el SUTNA (Sindicato Único de Trabajadores del Neumático Argentino) perteneciente a la CTA de los trabajadores desde el año 2016.
También organiza numerosas agrupaciones de trabajadores, con alcance regional y nacional. En el gremio docente desarrolla la corriente Tribuna Docente, que participa en la dirección algunas seccionales de SUTEBA-CTERA y también desarrolla una importante actividad en UTE-CTERA, ATEN-CTERA, ADOSAC-CTERA, UEPC-CTERA y los Docentes Autoconvocados de Salta.
En el gremio de UTA, participa en varios sectores como Ecotrans, Subte (Metrovías), Línea 168 y Línea 60 con agrupaciones por empresa y la Agrupación Clasista del Transporte a nivel nacional.
El PO tiene una larga tradición en el gremio gráfico, con delegados en varias fábricas y la Naranja Gráfica, principal oposición a la dirección del sindicato; también es la primera corriente de lucha en el gremio de prensa (UTPBA) a través de la Naranja de Prensa. Dentro de telefónicos (FOETRA) organiza la Naranja Telefónica.[cita requerida]
Otras agrupaciones son Tribuna de Salud, Fibra Obrera hoy La Naranja de Televisión, Agrupación Combativos Mercantiles y la lista Naranja de docentes universitarios. Además, el Partido Obrero tiene presencia entre los feriantes del Parque Centenario, estatales de la Nación, provincias y municipios varios (Tribuna Estatal y Estatales en Lucha), pintureros, papeleros, entre otros.

### Juventudes

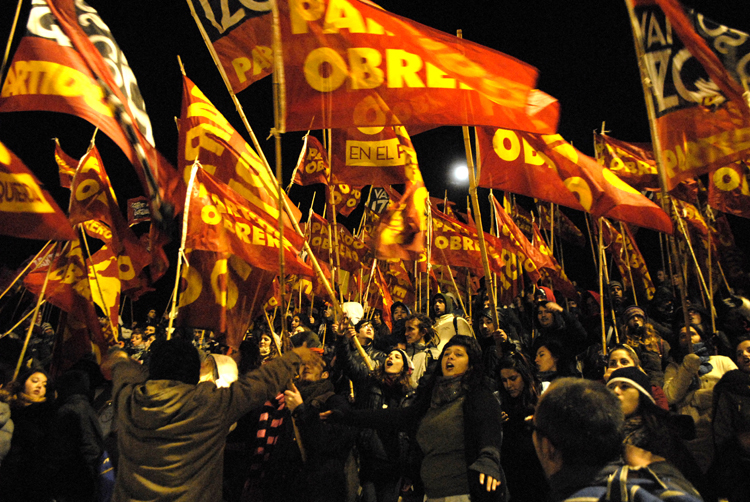
Juventud del PO.

En diciembre de 1972 se crea la Unión de Juventudes por el Socialismo (UJS), luego de que la Tendencia Estudiantil Revolucionaria Socialista (TERS) se fusionase con los Círculos Barriales de la Juventud (CBJ) en un Congreso que contó con más de 1 000 asistentes en la Facultad de Arquitectura de la Universidad Nacional de Córdoba.
Durante la década de 1990 protagonizó la lucha contra la Ley Federal de Educación y la Ley de Educación Superior, en particular desde varios centros de estudiantes secundarios donde era conducción (Colegio Nacional de Buenos Aires).
Con la rebelión del 19 y 20 de diciembre, el PO da un salto en la juventud e incrementa su cantidad de militantes, la llegada de la UJS y la influencia política en varios establecimientos educativos. En particular, se destaca el triunfo en la Federación Universitaria de Buenos Aires, cuya presidencia el Partido Obrero ocupó de manera exclusiva en el año 2009, tras haberla compartido en períodos anteriores con distintas organizaciones de izquierda y a partir del año 2010 ocupa la copresidencia junto con la Corriente Universitaria Julio Antonio Mella así como también integró desde 2018 al frente corrientes como La Cámpora y Nuevo Encuentro en la vicepresidencia. Asimismo, el Partido Obrero es la única fuerza de izquierda con presencia en todas las facultades y la mayor fuerza política en toda la UBA.

## Historia

### Orígenes
En 1964 un grupo de jóvenes trotskistas, entre los que encontramos a Jorge Altamira, se separa de Reagrupar (que a su vez era un desprendimiento del Movimiento de Izquierda Revolucionaria de Argentina) y decide fundar una publicación: Política Obrera. Su caracterización contemplaba el agotamiento histórico del capitalismo y su tendencia a la catástrofe, sumadas al problema histórico de la crisis de la dirección revolucionaria del proletariado que León Trotski había planteado en el Programa de Transición.

### Historia electoral
Al finalizar la dictadura militar en 1983, la organización Política Obrera se convierte en partido y se presenta en las elecciones presidenciales de ese año con la fórmula Gregorio Flores - Catalina Guagnini, obteniendo un resultado de 13.067 votos (0,09%).
En 1989, en el marco de una aguda crisis de régimen, a finales del gobierno de Alfonsín,el PO vuelve a dar batalla en el campo electoral con la fórmula Altamira-Flores obteniendo 47.866 votos.
En las elecciones presidenciales de 2007, el partido consiguió 116.688 votos (0,61%).
El 20 de octubre de 2008 la Junta Electoral bonaerense declaró la caducidad de la personería jurídica del partido en la Provincia de Buenos Aires, al no haber alcanzado el 2% de los votos requeridos en las últimas dos elecciones, sin embargo, en las elecciones legislativas de 2009 presentó candidatos bajo el nombre alternativo de Política Obrera, obteniendo alrededor de 77.200 votos, lo que representó el 1,1% de los votos. En la ciudad de Buenos Aires consiguió 12.400 sufragios y el 0,7% de los votos. Su mejor rendimiento en estos comicios se dio en la provincia de Salta, obteniendo 35.163 votos y alcanzando el 7,32% de los sufragios
En las elecciones legislativas de 2009 consiguió el 1,1 % de los votos en la Provincia de Buenos Aires.[cita requerida]
Para las elecciones de 2011 se unió al Partido de los Trabajadores Socialistas (PTS) y a Izquierda Socialista (IS)  formando el Frente de Izquierda y de los Trabajadores.
En las elecciones de 2013 el FIT se consigue a nivel nacional un total de 1.200.000 votos aproximadamente consiguiendo así 3 diputados nacionales (Buenos Aires, Salta, Mendoza) algunos senadores y hasta concejales. Sin mencionar en Salta que el Partido Obrero ganó con un 27% de votos. Fueron elegidos como diputados nacionales Néstor Pitrola y Pablo López.[cita requerida]

#### Resumen electoral

##### Elecciones presidenciales
| Año | Fórmula                            | Primera vuelta | Primera vuelta | Resultado       | Nota                                           |
| Año | Fórmula                            | votos          | % votos        | Resultado       | Nota                                           |
| --- | ---------------------------------- | -------------- | -------------- | --------------- | ---------------------------------------------- |
| 1983 | Gregorio Flores-Catalina Guagnini  | 13.067         | 0,09           | No electo (12°) | Sin alianzas                                   |
| 1989 | Jorge Altamira-Gregorio Flores     | 45.763         | 0,28           | No electo(8°)   | Sin alianzas                                   |
| 1995 | Jorge Altamira-Norma Molle         | 32.299         | 0,19           | No electo (8°)  | Frente Unidad Trabajadora-Obrero               |
| 1999 | Jorge Altamira-Pablo Rieznik       | 113.916        | 0,60           | No electo (6°)  | Sin alianzas                                   |
| 2003 | Jorge Altamira-Eduardo Salas       | 139.402        | 0,72           | No electo (9°)  | Sin alianzas                                   |
| 2007 | Néstor Pitrola-Gabriela Arroyo     | 116.688        | 0,61           | No electo (9°)  | Sin alianzas                                   |
| 2011 | Jorge Altamira-Christian Castilloa | 503.372        | 2,30           | No electo (6°)  | Frente de Izquierda y de los Trabajadores      |
| 2015 | Nicolás del Cañoa-Myriam Bregmana  | 812.530        | 3,23           | No electo (4°)  | Frente de Izquierda y de los Trabajadores      |
| 2019 | Nicolás del Cañoa-Romina del Plá   | 579.197        | 2,16           | No electo (4°)  | Frente de Izquierda y de Trabajadores - Unidad |
| 2023 | Myriam Bregmana-Nicolás del Cañoa  | 722.061        | 2,69           | No electo (5°)  | Frente de Izquierda y de Trabajadores - Unidad |
| NOTA: Los candidatos indicados con a forman parte de otros partidos integrantes de alianzas electorales. |                                    |                |                |                 |                                                |

##### Elecciones Primarias Presidenciales
|  | 2,35 % |

|  | 2,30 % |

|  | 1,58 % |

|  | 2,83 % |

|  | 2,16 % |

|  | 0,79 % |

### Caso Mariano Ferreyra

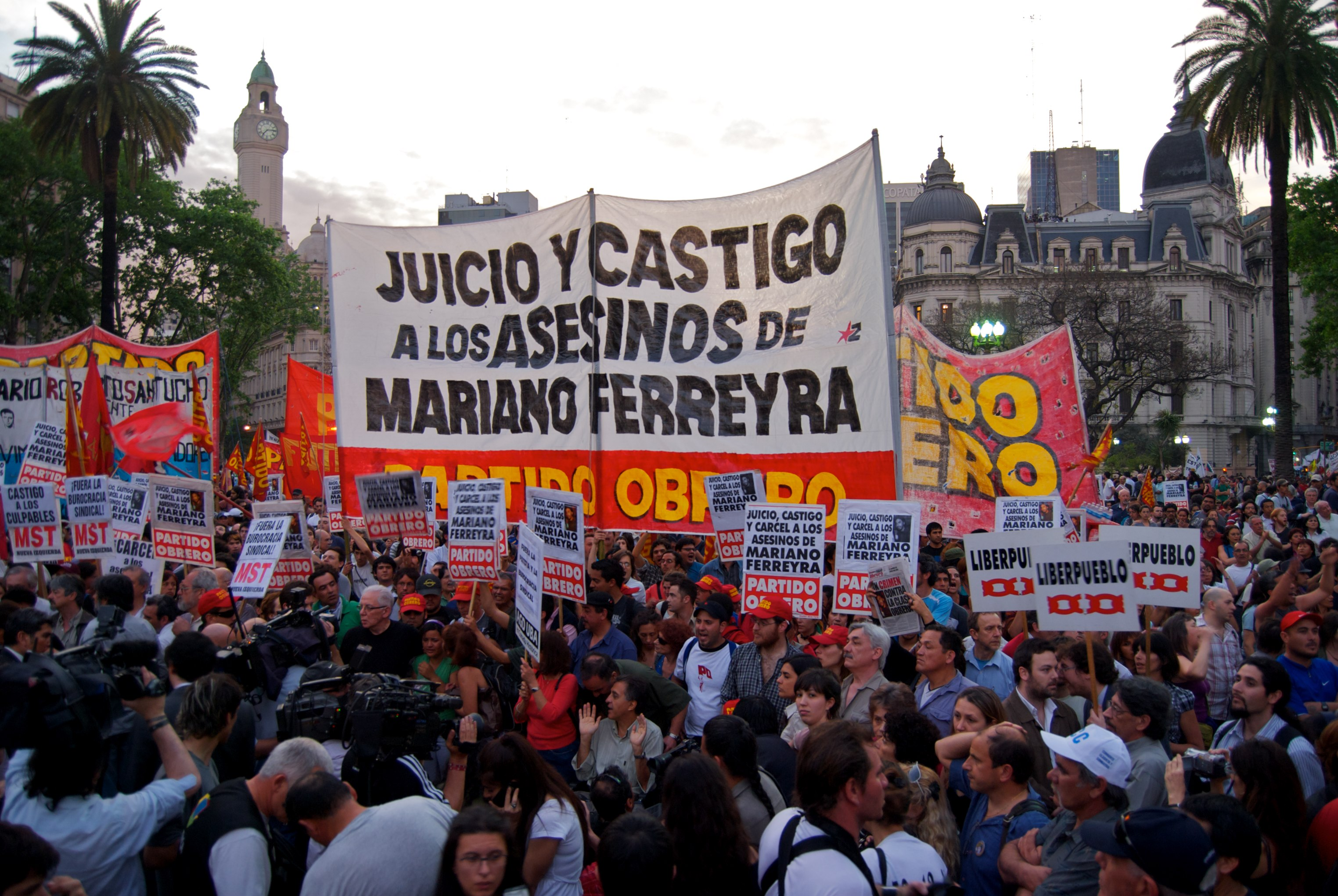
Bandera de la movilización del 21 de octubre de 2010.

El 20 de octubre de 2010 un militante del Partido Obrero, Mariano Ferreyra, de 23 años, fue asesinado como resultado de un ataque perpetrado por gremialistas de la Unión Ferroviaria, mientras apoyaba una protesta de empleados tercerizados que habían sido despedidos. Al día siguiente se produjeron movilizaciones en los distintos centros políticos del país con una concurrencia aproximada de cien mil personas. Por este asesinato se encuentran encarcelados diez miembros de la Unión Ferroviaria, entre ellos su secretario general José Ángel Pedraza, acusado de liderar una asociación ilícita para perpetrar el crimen.

### Crisis interna de 2019
A lo largo del 2019 se hizo pública una crisis al interior del partido. La misma, que se basó en divergencias tácticas y estratégicas sobre la etapa política se generó en los albores del XVI Congreso partidario al quedar plasmados dos grupos, un sector mayoritario de la dirección encabezado por dirigentes como Gabriel Solano, Néstor Pitrola y Romina Del Plá y otro minoritario liderado por dirigentes históricos como Jorge Altamira y Marcelo Ramal.
La crisis tomó un punto álgido el 29 de junio, cuando el Comité Central (CC), integrado por, entre otros, Solano, Pitrola y Romina Del Plá emitió un comunicado publicado en su sitio web titulado "Altamira y su grupo rompen con el Partido Obrero". En dicha publicación se dan a conocer públicamente documentos internos del Partido. Uno de ellos redactado el 23 de junio tras una asamblea de militantes alineados con la fracción minoritaria y el otro redactado por el Comité Central electo en el XXVI Congreso en el que responden el documento de la asamblea considerando que la misma "no fue anunciada en los organismos partidarios" y que se desprendía de ella que el objetivo era "actuar de modo público con sus propias posiciones". Previamente, el 12 de junio este sector había redactado y enviado a las autoridades partidarias un documento en el que solicitan la constitución de una fracción pública en el seno de la organización. La misma fue rechazada por el Comité Central a partir de una ennumeración de hechos que en su interpretación implicaban un "desconocimiento permanente de las decisiones del Congreso y del Comité Central", remarcando que tales métodos violaban el Estatuto histórico del partido. Al día siguiente de este hecho fue publicada una declaración firmada por Altamira, Ramal y otros militantes y dirigentes sindicales del PO titulado "Paremos el intento de liquidar al Partido Obrero". En ella se informa que en la asamblea que ratificó el documento fue de 372 militantes, firmada por casi 800 en total y que, por tanto, no es posible «privar del derecho de opinión a estos militantes».
Por su parte, el Comité Central a través de una nota editorial de Gabriel Solano y Rafael Santos, consideró que la opinión de los militantes se había expresado en 17 boletines precongresales con "más de 300 textos elaborados por la militancia".

La tensión aumentó en los siguientes días, el grupo oficial ofreció una conferencia de prensa el 3 de julio en la sede central partidaria, en tanto el grupo disidente lo hizo el día posterior en el salón de actos del Hotel BAUEN. En los días sucesivos la situación tuvo amplia repercusión mediática en el país, apareciendo en los principales diarios nacionales y en la mayoría de los locales, con notas que daban cuenta de las implicancias de la crisis en cada distrito. También los representantes de ambos grupos recorrieron medios radiales explicando sus posiciones. 
La decisión del CC fue aceptada por una parte mayoritaria de la militancia comprendiendo la mayor parte de las regionales y provincias del país, de la organización de mujeres Plenario de Trabajadoras, del Polo Obrero, de las agrupaciones sindicales y de la Unión de Juventudes por el Socialismo. Por otro lado, fue rechazada por el sector firmante del pedido de fracción pública, destacándose las de las regionales de Tucumán, Salta y Santa Fe capital. También se manifestaron en contra algunos dirigentes sindicales, entre ellos Alejandro Crespo, secretario general del Sindicato Único de Trabajadores del Neumático de Argentina (SUTNA) que en un comunicado expresó junto a otros dirigentes un «profundo desacuerdo con los hechos y los métodos aplicados por la dirección, particularmente desde ayer sábado. No es la forma, según nuestra opinión, de funcionamiento que debe tener un partido que tiene como tarea organizar conscientemente a la clase obrera».
El 2 de julio el Comité Central decidió informar a la justicia federal la intervención de la regional Tucumán, de acuerdo con el criterio previsto en los Estatutos partidarios que dictamina que ante caso de conflicto entre distintos organismos "la posición del comité central es la que prevalece", presente en la tradición bolchevique. El dirigente provincial Daniel Blanco, señaló "Hemos pasados situaciones más difíciles que esta y no nos han podido derrotar, por estoy convencido que vamos a superar este momento".

##### La reunión de Atenas
El 23 de julio se realizó en Atenas una reunión de entre cuatro partidos de la CRCI para tratar el asunto de la crisis en el PO argentino. A ese evento asistieron tres representantes del Comité Central (Rafael Santos, Juan García y Guillermo Kane) y dos de la fracción pública (Marcelo Ramal y Jacyn). Integraron la reunión representantes de todos los partidos europeos que son miembros plenos de la CRCI: el DIP de Turquía, el EEK de Grecia y MTL de Finlandia. La reunión concluyó sin acuerdo entre las partes, al día siguiente el sector referenciado en el Comité Central publicó en su órgano oficial, Prensa Obrera, un artículo responsabilizando a la parte de la fracción por haberse retirado de las negociaciones.

##### Formación del partido Política Obrera
En los meses subsiguientes la tendencia se estructuró como un partido, el cual realizó una campaña para obtener la personería electoral. El 15 de marzo de 2023 la jueza María Romilda Servini otorgó la legalidad nacional a la organización, la que ya había conseguido legalidades en la Ciudad y provincia de Buenos Aires, Tucumán, Salta y Santiago del Estero. En un comunicado partidario se señaló que "La denominación ´Política Obrera´ reivindica al nombre original de la organización que fundó el Partido Obrero en 1983".

## Representantes

### Diputados Nacionales
| Bloque Frente de Izquierda y de Trabajadores - Unidad Presidente: Nicolás del Caño | Bloque Frente de Izquierda y de Trabajadores - Unidad Presidente: Nicolás del Caño | Bloque Frente de Izquierda y de Trabajadores - Unidad Presidente: Nicolás del Caño | Bloque Frente de Izquierda y de Trabajadores - Unidad Presidente: Nicolás del Caño | Bloque Frente de Izquierda y de Trabajadores - Unidad Presidente: Nicolás del Caño | Bloque Frente de Izquierda y de Trabajadores - Unidad Presidente: Nicolás del Caño | Bloque Frente de Izquierda y de Trabajadores - Unidad Presidente: Nicolás del Caño | Bloque Frente de Izquierda y de Trabajadores - Unidad Presidente: Nicolás del Caño | Bloque Frente de Izquierda y de Trabajadores - Unidad Presidente: Nicolás del Caño |
| Retrato                                                                            | Nombre                                                                             | Partido                                                                            | Provincia                                                                          | Mandato legal                                                                      | Mandato legal                                                                      | Mandato real                                                                       | Mandato real                                                                       | Rotación                                                                           |
| Retrato                                                                            | Nombre                                                                             | Partido                                                                            | Provincia                                                                          | Inicio                                                                             | Fin                                                                                | Inicio                                                                             | Fin                                                                                | Rotación                                                                           |
| ---------------------------------------------------------------------------------- | ---------------------------------------------------------------------------------- | ---------------------------------------------------------------------------------- | ---------------------------------------------------------------------------------- | ---------------------------------------------------------------------------------- | ---------------------------------------------------------------------------------- | ---------------------------------------------------------------------------------- | ---------------------------------------------------------------------------------- | ---------------------------------------------------------------------------------- |
|                                                                                    | Vanina Biasi                                                                       | PO                                                                                 | Ciudad de Buenos Aires                                                             | 10/12/2021                                                                         | 9/12/2025                                                                          | 27/06/2024                                                                         | En el cargo                                                                        | Asumió tras la renuncia de Myriam Bregman del PTS                                  |

#### Diputados nacionales con mandato cumplido
Provincia de Buenos Aires: 
- Néstor Pitrola (10/12/2013 - 10/6/2015 y 10/12/2015 - 9/6/2017)

- Romina Del Plá (10/12/2017 - 10/12/2020 y 10/12/2021 - 26/6/2024)

Provincia de Mendoza:
- Soledad Sosa (4/12/2015 - 10/12/2017) remplaza a Nicolas del Caño del PTS

Provincia de Salta
- Pablo López (10/12/2013 - 10/12/2017)

### Legisladores provinciales
| Retrato                                           | Nombre                                            | Partido                                           | Mandato legal                                     | Mandato legal                                     | Mandato real                                      | Mandato real                                      | Rotación                                          |
| Retrato                                           | Nombre                                            | Partido                                           | Inicio                                            | Fin                                               | Inicio                                            | Fin                                               | Rotación                                          |
| Legislatura de la Ciudad Autónoma de Buenos Aires | Legislatura de la Ciudad Autónoma de Buenos Aires | Legislatura de la Ciudad Autónoma de Buenos Aires | Legislatura de la Ciudad Autónoma de Buenos Aires | Legislatura de la Ciudad Autónoma de Buenos Aires | Legislatura de la Ciudad Autónoma de Buenos Aires | Legislatura de la Ciudad Autónoma de Buenos Aires | Legislatura de la Ciudad Autónoma de Buenos Aires |
| ------------------------------------------------- | ------------------------------------------------- | ------------------------------------------------- | ------------------------------------------------- | ------------------------------------------------- | ------------------------------------------------- | ------------------------------------------------- | ------------------------------------------------- |
|                                                   | Gabriel Solano                                    | PO                                                | 10/12/2021                                        | 9/12/2025                                         | 10/12/2021                                        | En el cargo                                       |                                                   |
| Legislatura de la Provincia del Chubut            |                                                   |                                                   |                                                   |                                                   |                                                   |                                                   |                                                   |
|                                                   | Santiago Vasconcelos                              | PO                                                | 10/12/2023                                        | 9/12/2027                                         | 10/12/2023                                        | En el cargo                                       |                                                   |
| Legislatura de la Provincia de Neuquén            |                                                   |                                                   |                                                   |                                                   |                                                   |                                                   |                                                   |
|                                                   | Gabriela Suppicich                                | PO                                                | 10/12/2023                                        | 9/12/2027                                         | 10/12/2023                                        | En el cargo                                       |                                                   |

### Legisladores provinciales con mandato cumplido

#### Legislatura de la Ciudad Autónoma de Buenos Aires
- Jorge Altamira (7/8/2000 - 10/12/2003)
- Marcelo Ramal (10/12/2013 - 7/12/2017)

#### Cámara de Diputados de la provincia de Buenos Aires
- Guillermo Kane (1/7/2015-14/12/2016, 10/12/2017-14/5/2020 y 9/12/2021-12/12/2024)

## Refundación de la IV Internacional
El Partido Obrero sostiene la crítica al estalinismo sobre la imposibilidad de llevar a cabo el socialismo en un solo país y considera a la revolución socialista como tarea del proletariado internacional. Por lo tanto, el PO aborda la tarea de refundar la IV Internacional como partido de la clase obrera en todo el mundo.
En 1973, tras establecer relaciones con el dirigente trotskista francés Pierre Lambert fundó, junto a la organización a la que este pertenecía y al Partido Obrero Revolucionario de Bolivia, el Comité de Organización por la Reconstrucción de la Cuarta Internacional (CORCI). Esa experiencia duró algo más de cinco años.
Formó parte de la desaparecida Coordinadora por la Refundación de la Cuarta Internacional, cuyo órgano de difusión era periódico El Obrero Internacional. Fueron secciones de la CRCI, en algún momento de su existencia: el EEK (Grecia), el PCL (Italia), el PT (Uruguay), DIP (Turquía), GAR (México), entre otras.
El Partido Obrero ha llevado a cabo varias campañas de solidaridad internacional a lo largo de su historia. Entre las más recientes se encuentran el acto apoyo a la rebelión griega de 2008 frente a la Embajada griega en Buenos Aires, la concurrencia en la masiva concentración, en Congreso, por la rebelión boliviana, y numerosas marchas en apoyo al pueblo palestino.